# Rijksbeschermd gezicht Amstenrade Uitbreiding
Het rijksbeschermd gezicht Amstenrade Uitbreiding is een van rijkswege beschermd dorpsgezicht in Amstenrade in de Nederlands-Limburgse gemeente Beekdaelen. Het gebied is een uitbreiding van het reeds eerder door de Monumentenwet beschermde rijksbeschermd gezicht Amstenrade.

## Beschrijving gebied
Het beschermde gebied bestaat uit de oude kern van Amstenrade, rondom het kasteel Amstenrade en de parochiekerk O.L. Vrouw Onbevlekt Ontvangen. Het gebied heeft zijn historische karakter goeddeels behouden. Met name de straten Aan de kerk, de Hagedorenweg, de Kemkensweg en de Poststraat komen in structuur nog grotendeels overeen met de op de kadastrale kaart van ca. 1830 weergegeven situatie. Ook het bebouwingsbeeld is van een overwegend monumentaal karakter. De situering in het landschap is met name aan de zuidzijde nog zeer waardevol te noemen. Aan de noordwestzijde is door de 20e-eeuwse ontwikkeling veel van het historische aspect verloren gegaan.
Nadat in 1969 de kern van dit gebied als beschermd dorpsgezicht was aangewezen, werd dit gebied achteraf gezien als te beperkt ervaren en werd om die reden uitgebreid met een drietal kleine gebieden, die zowel historisch als ruimtelijk een sterke samenhang met het kasteel en de dorpskern hebben. Het noordwestelijke gebied (de Poststraat en omgeving) omvat het oorspronkelijke tracee van de weg naar Sittard en de bebouwing ten oosten daarvan. De huidige bebouwing aan de westzijde van deze straat, die in hoofdzaak bestaat uit garages en tuinmuren, vertegenwoordigt geen historisch belang en is derhalve buiten de bescherming gelaten. Het oostelijk gebied (Hagedorenweg en omgeving) omvat het gedeelte van de Hagedorenweg, tot waar deze overgaat in het landelijk gebied, alsmede een gedeelte van de Kemkensweg tot waar twee rijen nieuwe woningen zijn gebouwd, die buiten de omgrenzing zijn gelaten. Het zuidoostelijke gebied omvat de bebouwingscluster langs het oude deel van de weg naar Heerlen, met uitzondering van het hotel Schikan, dat zowel wat betreft bouwmassa als karakter sterk afwijkt van de rest van de bebouwing. Aan de zuidzijde is de gemeentegrens met Brunssum aangehouden.

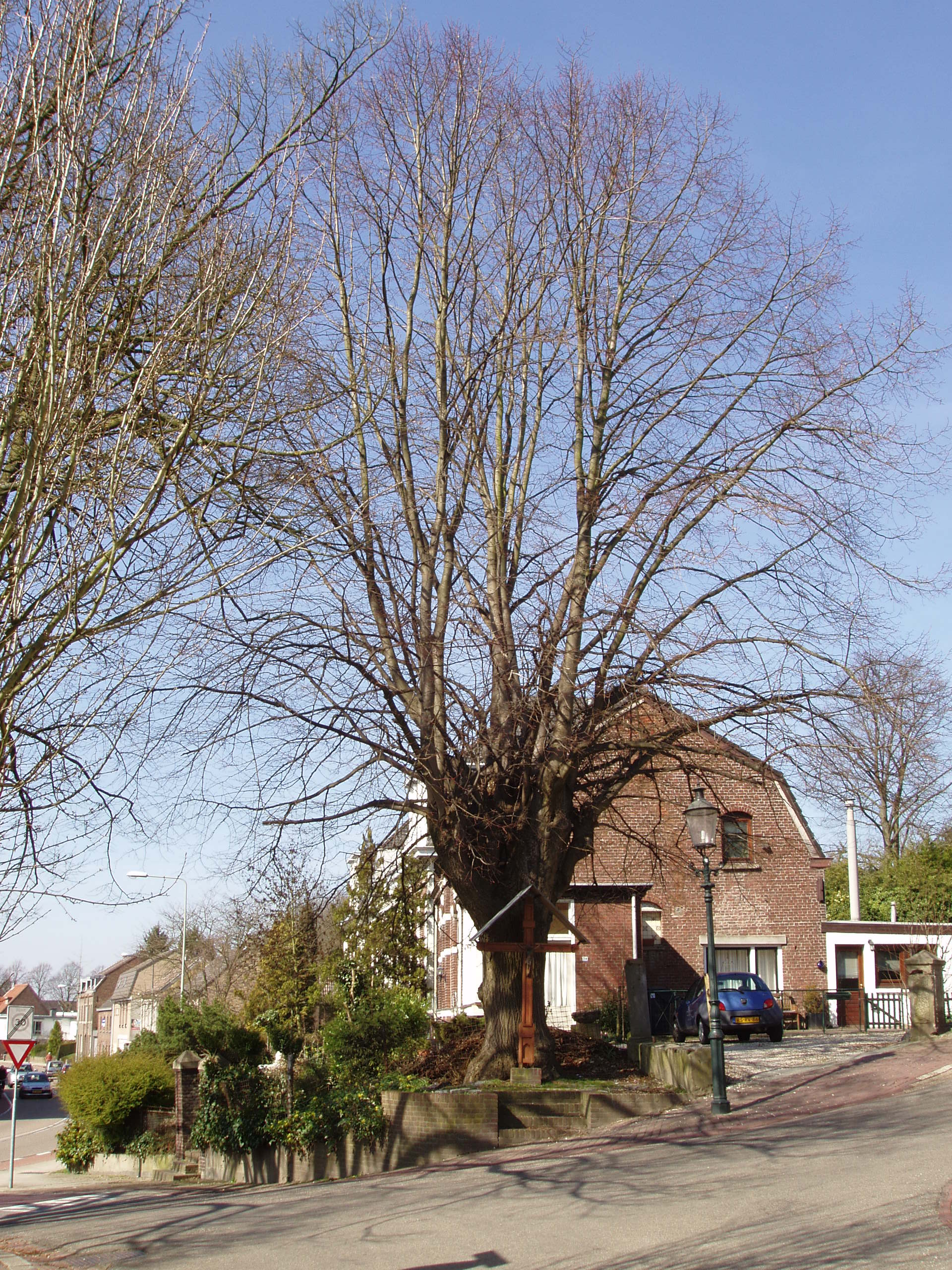
Hoofdstraat/Poststraat
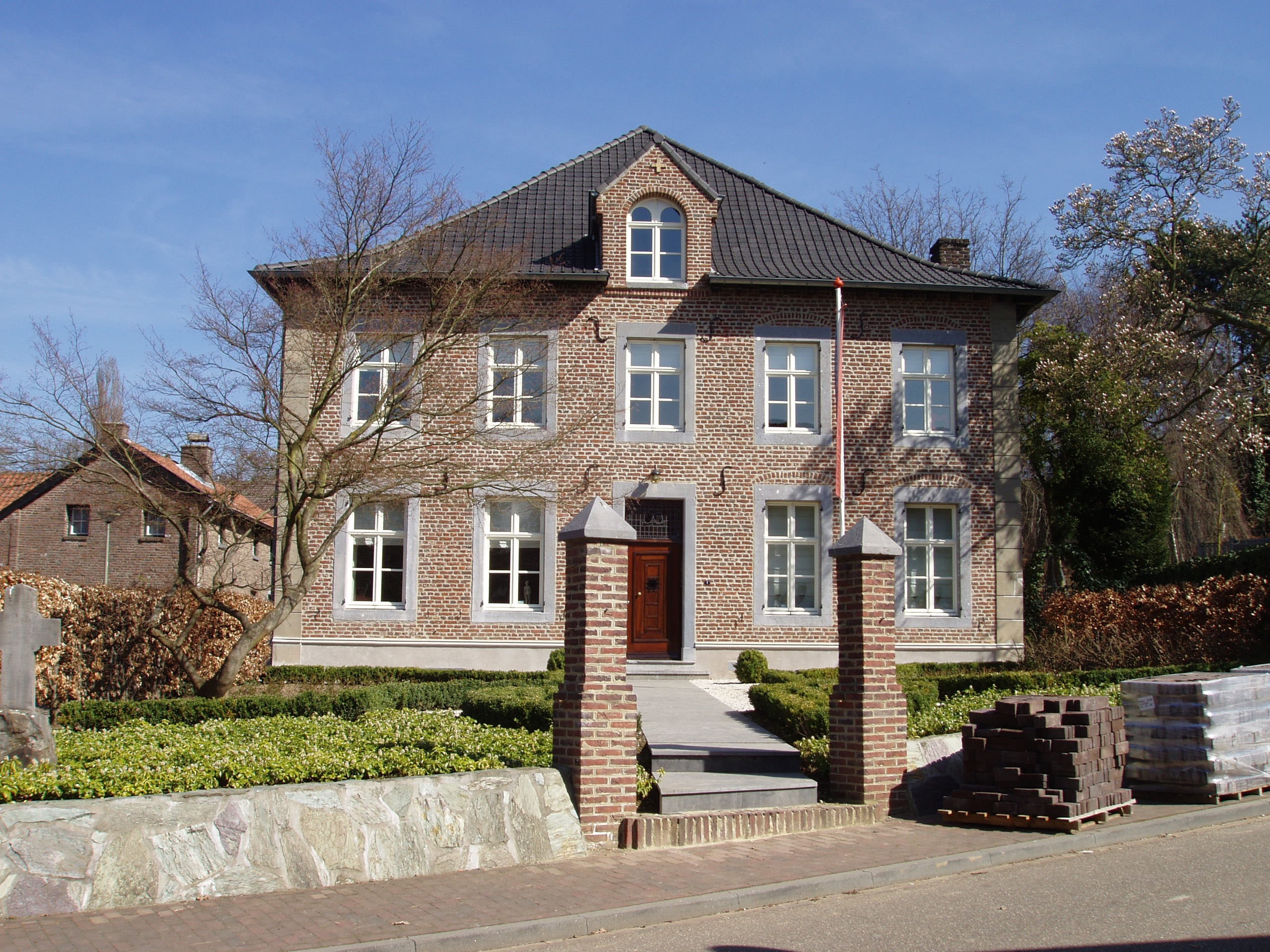
Kloosterberg
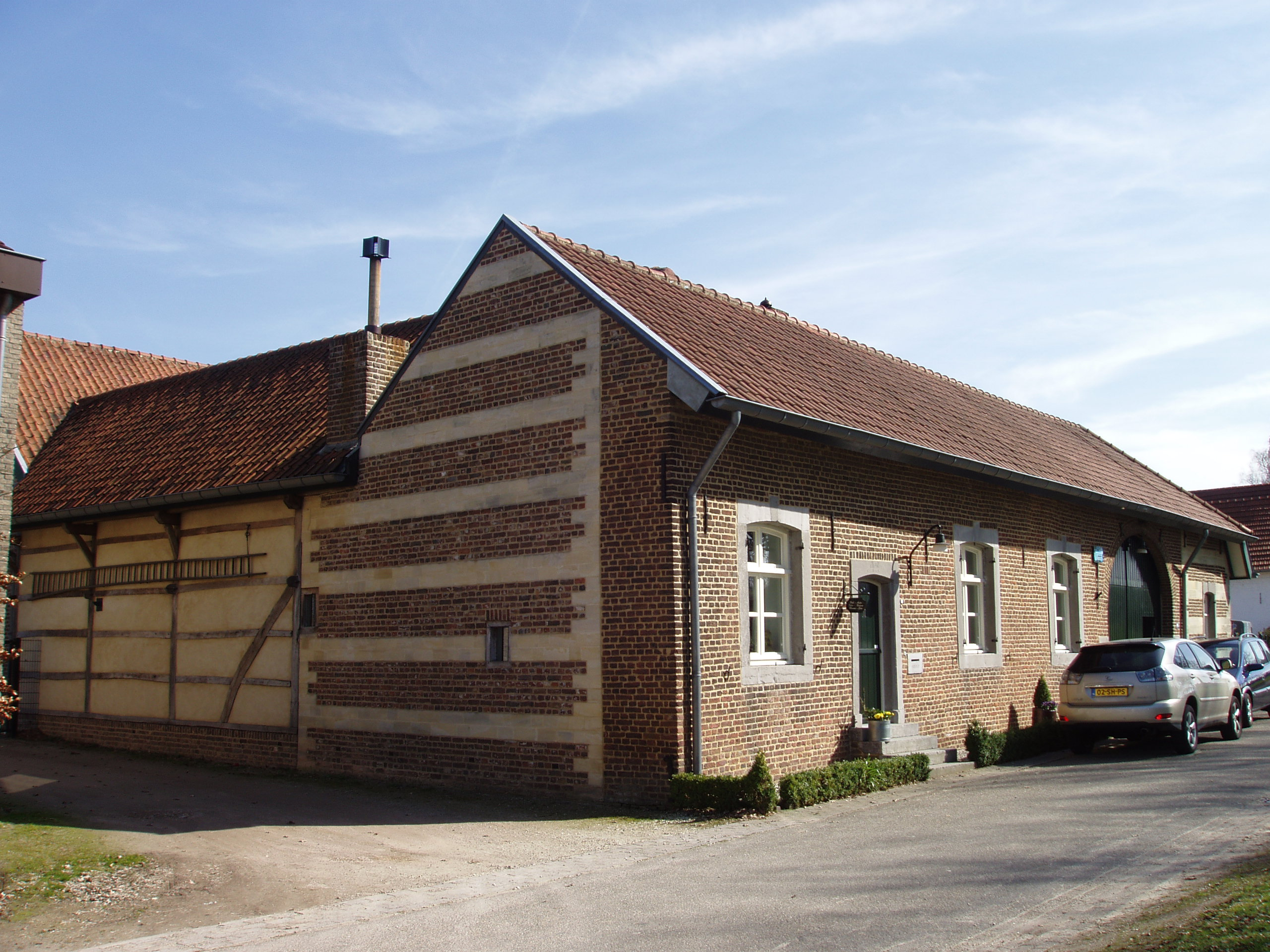
Oudestraat 5
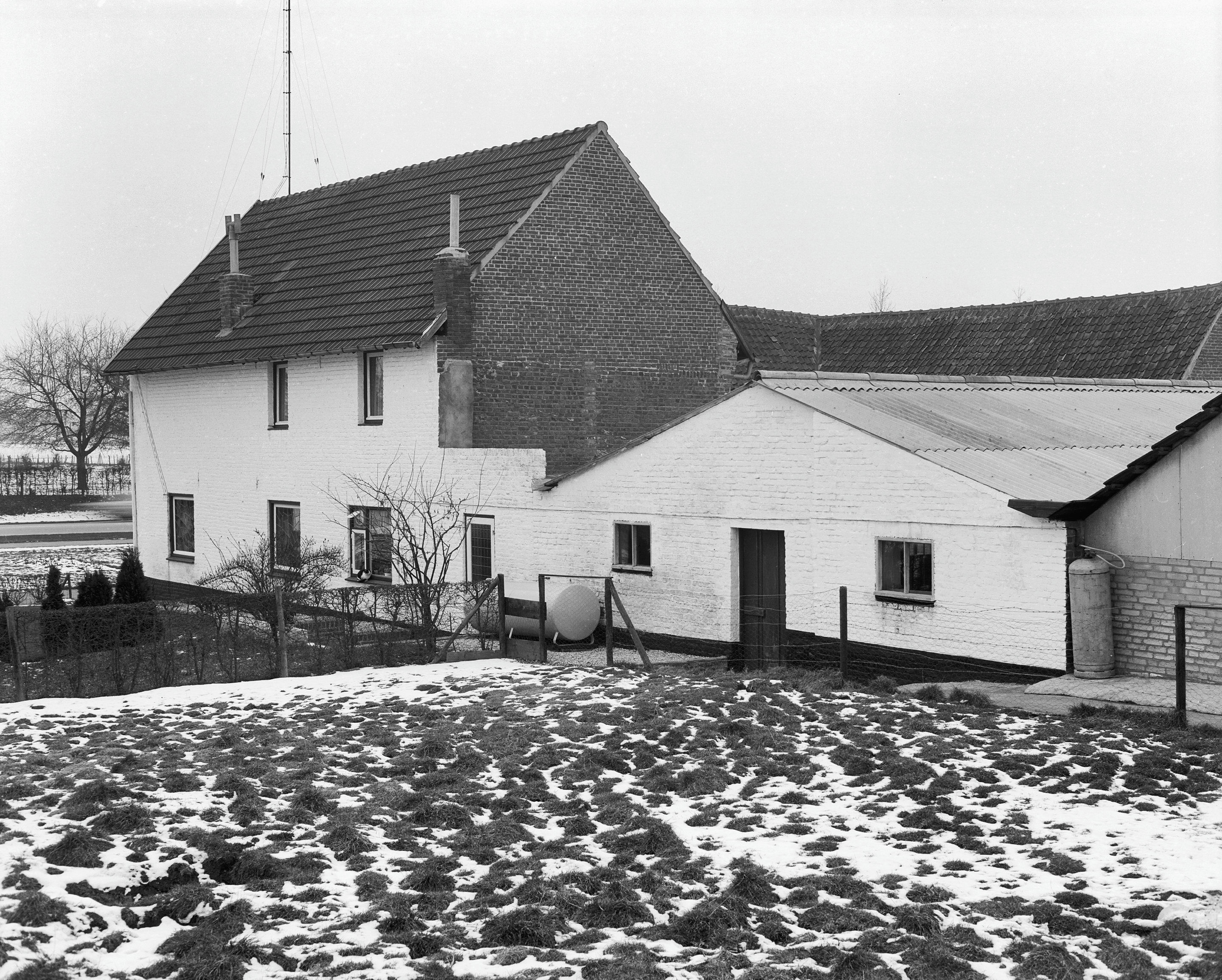
Oudestraat 6

## Aanwijzing tot rijksbeschermd gezicht
De procedure voor aanwijzing werd gestart op 7 november 1984. Het gebied werd op 15 december 1997 definitief aangewezen. Het beschermd gezicht beslaat een oppervlakte van 6,1 hectare. In 1969 werd reeds een gebied van 15,2 ha rondom het kasteel en de parochiekerk van Amstenrade als beschermd dorpsgezicht aangewezen, zodat het totale gebied thans een oppervlakte van 21,3 ha beslaat.
Panden die binnen een beschermd gezicht vallen krijgen niet automatisch de status van beschermd monument. Wel zal de gemeente het bestemmingsplan aanpassen om nieuwe ontwikkelingen in het gebied te reguleren. De gezichtsbescherming richt zich op de stedenbouwkundige en cultuurhistorische waardering van een gebied en wil het toekomstig functioneren daarvan veiligstellen.